# Andrène de Dunning
Andrena dunningi
Espèce
L'Andrène de Dunning (Andrena dunningi) est une espèce d'andrènes de la famille des Andrenidae. Cette espèce est présente en Amérique du Nord,,.